# Nina Gnädig

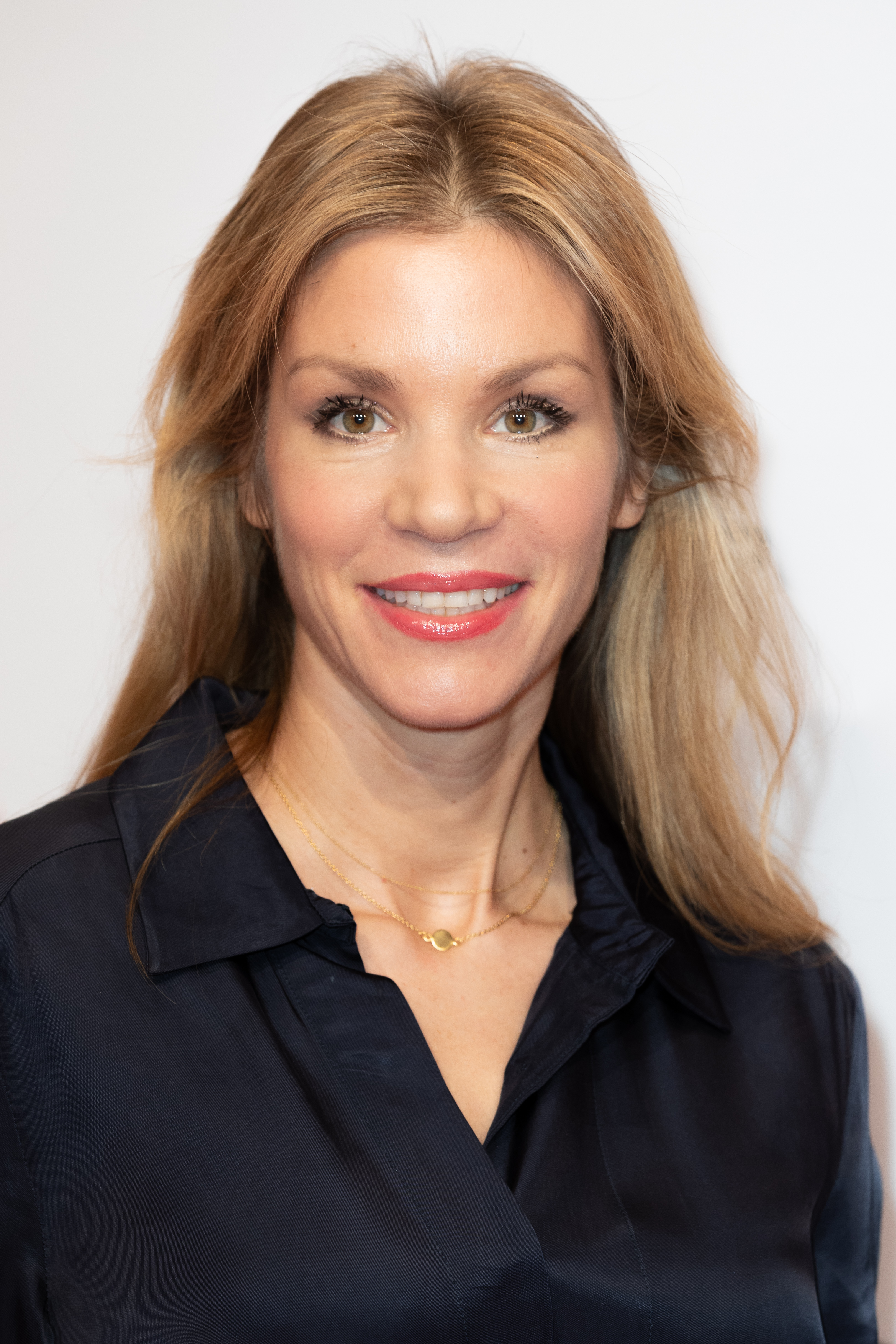
Nina-Friederike Gnädig, 2019

Nina-Friederike Gnädig (* 9. Dezember 1977 in Nürnberg) ist eine deutsche Schauspielerin.

## Leben und Wirken
Gnädig lebte bis ins Vorschulalter in Nürnberg, zog dann mit ihren Eltern in ein Dorf nahe dem Starnberger See und wuchs schließlich im schwäbischen Heidenheimer Ortsteil Oggenhausen auf. Von 2001 bis 2006 erhielt Gnädig ihre Ausbildung zur Diplom-Schauspielerin an der Hochschule für Musik und Theater „Felix Mendelssohn Bartholdy“ Leipzig, die letzten beiden Studienjahre absolvierte sie im Studio am Staatsschauspiel Dresden, wo sie verschiedene kleine und mittlere Rollen spielte. Sie zog an ihren neuen Lebensmittelpunkt Berlin.
Vor der Kamera stand Gnädig für diverse Fernsehproduktionen, darunter Die Patriarchin und Ein langer Abschied. Ihre erste Kinorolle spielte sie in Dominik Grafs Der Rote Kakadu. Von Februar 2005 bis zum 1. September 2006 war Gnädig in der Sat.1-Telenovela Verliebt in Berlin als Sabrina Hofmann zu sehen. Für ihre Rolle im Kinofilm Little Paris gelangte sie in die Vorauswahl zum Deutschen Filmpreis 2009 in der Kategorie Beste darstellerische Leistung – weibliche Nebenrolle. In der 2009 gestarteten ZDF-Serie SOKO Stuttgart spielte sie eine der Hauptrollen als Kriminalkommissarin Anna Badosi, die sie zu Beginn der 4. Staffel im Herbst 2012 aufgab. 2022 kehrte sie für den Zweiteiler „Blutiges Wiedersehen“ kurzfristig nach Stuttgart zurück.

## Filmografie
- 2004, 2023: SOKO Leipzig – Herrenrunde, Das Weihnachtswunder (Fernsehserie)
- 2005: Die Patriarchin
- 2005: Tatort – Schneetreiben (Fernsehreihe)
- 2005: Liebes Spiel
- 2005: Der Rote Kakadu
- 2005–2006: Verliebt in Berlin (Fernsehserie, 38 Folgen)
- 2006: Ein langer Abschied
- 2006: SOKO Wien – Konkurrenten (Fernsehserie)
- 2006: Verliebt in Berlin – Das Ja-Wort (Spielfilm)
- 2007: Tatort – Die Falle
- 2007, 2021: In aller Freundschaft – Folge 351: Alter schützt vor Torheit nicht; Folge 939: Vertrauensfrage (Fernsehserie)
- 2007: SOKO 5113 – Gestorben wird immer (Fernsehserie)
- 2007: Küstenwache – Schiff der Detektive (Fernsehserie)
- 2008: Im Tal der wilden Rosen – Die Macht der Liebe (Fernsehserie)
- 2008: Little Paris
- 2008: Dell & Richthoven – Knast oder Cognac (Fernsehserie)
- 2008: Machen wir’s auf Finnisch
- 2008: Das Traumschiff – Kilimandscharo, Malediven, Indien (Fernsehreihe)
- 2009: Mein Herz kehrt heim ins Zillertal
- 2009: Das Traumschiff – Papua-Neuguinea
- 2009: Mord in bester Gesellschaft – Der süße Duft des Bösen (Fernsehreihe)
- 2009–2012: SOKO Stuttgart (Fernsehserie, 71 Folgen)
- 2009: SOKO Leipzig – Das nette Mädchen (Fernsehserie)
- 2010: Die blaue Periode (Kurzfilm)
- 2010–2020: Großstadtrevier – (Fernsehserie, 2 Folgen)
- 2011: Inga Lindström – Das dunkle Haus (Fernsehreihe)
- 2011: Alarm für Cobra 11 – Höher, schneller, weiter (Fernsehserie)
- 2011: Scharfe Hunde (Fernsehserien-Pilot)
- 2012: Kreuzfahrt ins Glück – Hochzeitsreise nach Australien (Fernsehserie)
- 2012: Der Ballermann – Ein Bulle auf Mallorca (Fernsehfilm)
- 2013: Herzensbrecher – Vater von vier Söhnen – Schwerer Verlust (Fernsehserie)
- 2013: Rosamunde Pilcher – Eine Frage der Ehre (Fernsehreihe)
- 2013–2014: Heiter bis tödlich: Hauptstadtrevier (Fernsehserie, 3 Folgen)
- 2013: Mutter Seelen Allein (Kurzfilm)
- 2014: Die Bergretter – Tödliche Abgründe (Fernsehserie)
- 2014: Herzensbrecher – Vater von vier Söhnen – Lost & Found (Fernsehserie)
- 2015: Tatort – Frohe Ostern, Falke
- 2015: Notruf Hafenkante – Die unüblichen Verdächtigen (Fernsehserie)
- 2016: Gottlos – Warum Menschen töten (Fernsehserie)
- 2016: Akte Ex – Zieht euch aus! (Fernsehserie)
- 2016: SOKO München – Das Halstuch (Fernsehserie)
- 2016: SOKO Wismar – Klub der Aufreißer (Fernsehserie)
- 2016: Heldt – Alles anders (Fernsehserie)
- 2017: SOKO Leipzig – Das genetische Limit (Fernsehserie)
- 2017: Morden im Norden – Tödliches Vertrauen (Fernsehserie)
- 2018: Die Affäre Borgward
- seit 2018: Daheim in den Bergen (Fernsehserie)
  - 2018: Schuld und Vergebung (Folge 1)
  - 2018: Liebesreigen (Folge 2)
  - 2019: Schwesternliebe (Folge 3)
  - 2019: Liebesleid (Folge 4)
- 2019: Big Manni
- 2019: Nachtschwestern – Lebenswert (Fernsehserie)
- 2019: Das Märchen von den zwölf Monaten
- 2021: Der Staatsanwalt – Tod eines Helden (Fernsehserie)
- 2021: Ein Fall für zwei – Entgleist (Fernsehserie)
- 2022: Der König von Palma
- 2022: Die Kanzlei – Wechselspiel (Fernsehserie)
- 2022: SOKO Stuttgart – Blutiges Wiedersehen (14x15 & 16)
- 2023: German Crime Story: Gefesselt
- 2025: Tschappel (Fernsehserie)

## Theater
- 2003: Genua 01
- 2004: Der Kaufmann von Venedig
- 2004: Die neuen Leiden des jungen W.

## Musikvideos
- 2004: Schwarze Witwe der Band Eisbrecher

## Hörbücher
- 2007: Zuckerbabys von Kerstin Grether
- 2009: nur die von Heike-Melba Fendel